# Sensational Alex Harvey Band
Sensational Alex Harvey Band — британская рок-группа, образовавшаяся в 1972 году в Глазго, Шотландия, когда Алекс Харви присоединился к четырем бывшим участникам прог-рок-группы Tear Gas.
Некоторое время Sensational Alex Harvey Band считались частью глэм-движения, но очень скоро стали создавать эклектичную, разнообразную музыку с элементами блюз,- сёрф,- шок- и симфо-рока. Определяющим фактором развития группы являлся сам Харви с его эксцентричными манерами, богатым воображением и всеобъемлющим музыкальным мировоззрением.
Коммерческий успех в Британии группе принесли два сингла: «Delilah» (версия хита Тома Джонса, # 7, 1975) и «The Boston Tea Party» (# 13, 1976).
Алекс Харви скоропостижно скончался в Бельгии после концерта своей новой группы The Electric Cowboys 4 февраля 1982 года.
В 2004 году (незадолго до этого реформированные) Sensational Alex Harvey Band заняли 5-е место в списке величайших шотландских групп всех времен, опередив в числе прочих Nazareth, Texas и Primal Scream. Группа продолжает выступать по сей день в составе: Хью и Тед МакКенна, Крис Глен, Макс Максвелл.

## Дискография

### Альбомы
- Framed (1972)
- Next (1973)
- The Impossible Dream (1974)
- Live (1975)
- Tomorrow Belongs To Me (1975)
- The Penthouse Tapes (1976)
- SAHB Stories (1976)
- Fourplay (1977)
- Rock Drill (1978)
- BBC Radio 1 Live in Concert (1995)
- Live on the Test (1995)
- British Tour '76 (2004)
- Zalvation (2006)
- Framed & Next (2006, re-mastered)
- The Impossible Dream & Tomorrow Belongs To Me (2006)
- Live & The Penthouse Tapes (2006)
- SAHB Stories & Rock Drill (2006)

### Сборники
- Motive (1976)
- Big Hits And Close Shaves (1977)
- The Sensational Alex Harvey Band (Old Gold 1997)

### Синглы
- «There’s No Lights On The Christmas Tree, Mother…» / «The Harp» (1972)
- «Jungle Jenny» / «Buff’s Bar Blues» (1972)
- «The Faith Healer» / «St. Anthony» (1974)
- «Sergeant Fury» / «Gang Bang» (1974)
- «Anthem» / «Anthem» (lange Version) (1974)
- «Delilah» / «Soul In Chains» (1975)
- «Gamblin' Bar Room Blues» / 2Shake That Thing" (1975)
- «Runaway» / «Snake Bite» (1976)
- «Boston Tea Party» / «Sultan’s Choice» (1976)
- «Amos Moses» / «Satchel And The Scalp Hunter» (1976)
- «Mrs. Blackhouse» / «Engine Room Boogie» (1977)

### Альбомы
- Alex Harvey Talks About Everything (1974)
- Alex Harvey Presents: The Loch Ness Monster (1977)
- The Mafia Stole My Guitar (1979)
- Soldier On The Wall (1982)